# Меджугорье

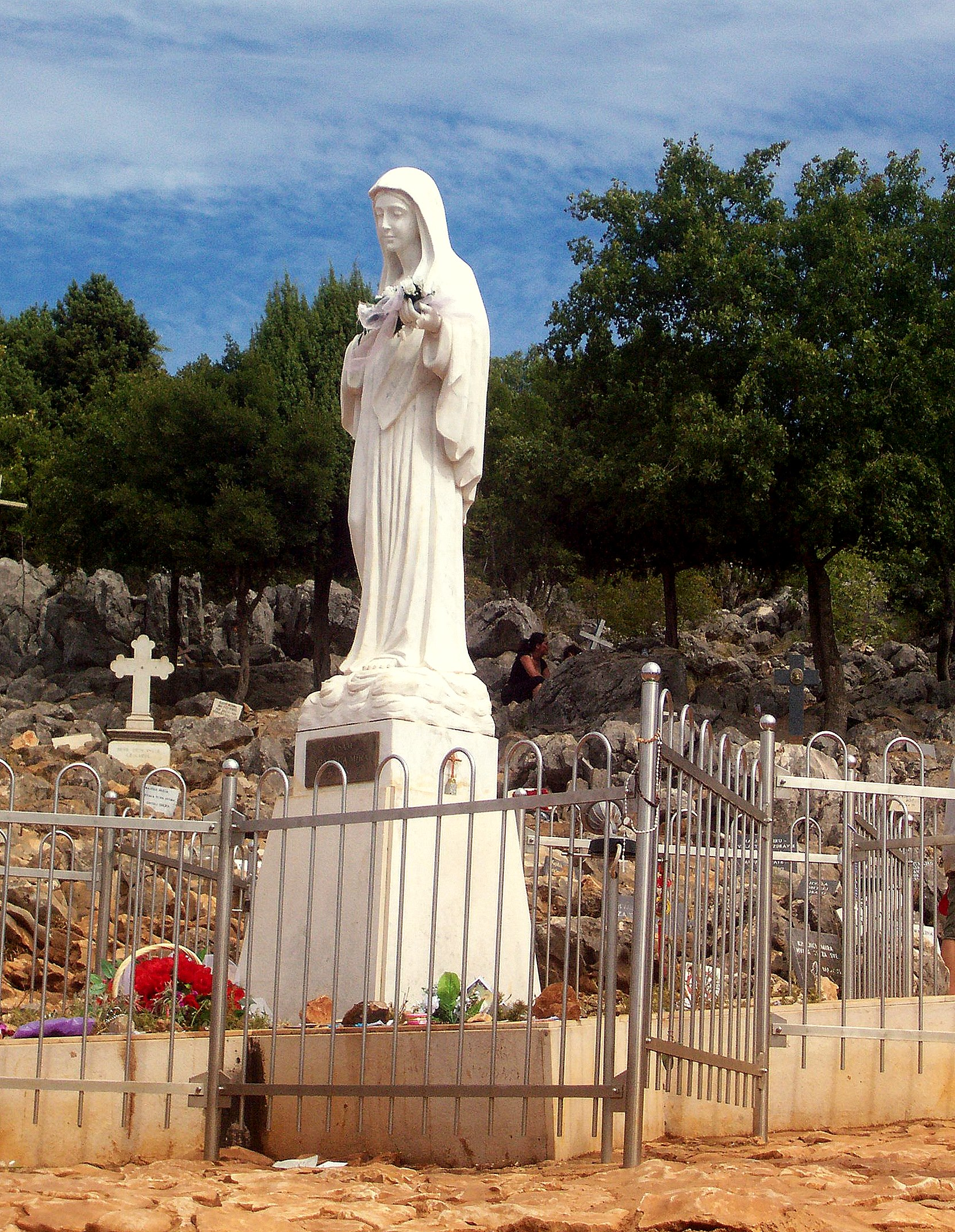
Скульптурное изображение Девы Марии на месте её явлений

Меджугорье (босн. Međugorje) — небольшое селение в Боснии и Герцеговине, в общине Читлук с преимущественно хорватским населением католической конфессии. Центр ежегодного паломничества до 1 миллиона христиан различных конфессий со всего мира. Прославилось во второй половине XX века через, якобы, имевшие место Явления Девы Марии, которые официально не признаны католической Церковью. Для православной традиции подобные явления не требуют признания т.к. не принадлежат к ее юрисдикции.

## История
Первое явление четверым детям произошло, по их словам, 24 июня 1981 года. В дальнейшем на место предполагаемых явлений собирались тысячи человек, но, видели её только шестеро детей, а для окружающих верующих она была невидима.
Явления Девы Марии, по утверждению выросших свидетелей, которых 6, продолжаются до сих пор, кому-то каждый день, кому-то 1 раз в год, кому-то раз в месяц. Богородица является и беседует со своими визионерами. Эти беседы, называемые посланиями, записываются и распространяются на всех основных языках мира.
В последние годы все контакты визионеров с Богородицей записываются на видеоролики и выставляются на сервисе YouTube.

## Название
Этимология топонима на хорватском языке прозрачна, означает Междугорье, т.е. «место между горами».

## Мнения
14 мая 2017 года папа римский Франциск выразил сомнение в подлинности т.н. явлений Богородицы в Меджугорье.